# Security Analysis (libro)
Security Analysis es un libro escrito por los profesores Benjamin Graham y David Dodd de la Columbia Business School, que sentó las bases intelectuales de lo que luego sería llamado inversión de valor. La primera edición se publicó en 1934, poco después de la caída de Wall Street y el comienzo de la Gran Depresión. Entre otros términos, Graham y Dodd acuñaron el término margen de seguridad en Análisis de seguridad.

## Historia
El Análisis de seguridad fue publicado por McGraw-Hill y escrito por David Dodd y Benjamin Graham a principios de la década de 1930, cuando ambos autores enseñaban en la escuela de negocios de la Universidad de Columbia. Escribe The New York Times, "fue pensado como una guía de sentido común para los inversores, pero resultó ser un libro de texto grueso que pasó por cinco ediciones y vendió más de 250.000 copias [en 1988]". El economista Irving Kahn fue uno de los asistentes de enseñanza de Graham en la Universidad de Columbia en la década de 1930 e hizo contribuciones de investigación a los textos de Graham para "Análisis de seguridad". .

## Contenido

### Primera edición
El trabajo fue publicado por primera vez en 1934, luego de pérdidas sin precedentes en Wall Street. Al resumir las lecciones aprendidas, Graham y Dodd regañaron a Wall Street por su enfoque en las ganancias por acción reportadas de una empresa, y fueron particularmente duros con las "tendencias de ganancias" favorecidas. Alentaron a los inversores a adoptar un enfoque completamente diferente al medir el valor aproximado del negocio operativo que se encuentra detrás de la seguridad. Graham y Dodd enumeraron múltiples ejemplos reales de la tendencia del mercado a infravalorar irracionalmente ciertos valores que no están a la altura. Vieron esta tendencia como una oportunidad para los expertos.[cita requerida]
En "Security Analysis", Graham propuso una definición clara de inversión que se distinguía de lo que él consideraba especulación. Decía: "Una operación de inversión es aquella que, tras un análisis exhaustivo, promete la seguridad del principal y un rendimiento adecuado. Las operaciones que no cumplen con estos requisitos son especulativas".

### Ediciones posteriores
En El inversor inteligente, Benjamin Graham describe una fórmula de Benjamin Graham que utilizó para valorar acciones. La fórmula descrita por Graham en la edición de 1962 de "Security Analysis" es la siguiente:
<matemáticas>V = \text{GANANCIAS} \veces (8,5 + 2g) </matemáticas>
V = Valor intrínseco

GANANCIAS = Ganancias de los últimos doce meses

8,5 = P/E base para una empresa sin crecimiento

g = tasa de crecimiento razonablemente esperada de 7 a 10 años
Donde la tasa de crecimiento anual esperada crecimiento económico "debería ser la esperada durante los próximos siete a diez años". La fórmula de Graham no tuvo en cuenta las tasas de interés vigentes.

## Aplicación de mercado
El libro representa la génesis del análisis financiero y las finanzas corporativas. Sin embargo, en la década de 1970, Graham dejó de recomendar un uso cuidadoso de las técnicas descritas en su texto para los analistas de valores en la selección de inversiones en acciones individuales, citando que "a la luz de la enorme cantidad de investigación que se lleva a cabo ahora, dudo que en la mayoría de los casos casos tales esfuerzos extensos generarán selecciones suficientemente superiores para justificar su costo. En esa medida muy limitada, estoy del lado de la escuela de pensamiento "mercado eficiente" ahora generalmente aceptada por los profesores". Graham afirmó que el gestor medio de fondos institucionales no podría obtener mejores resultados que los índices bursátileses, ya que "eso significaría que los expertos bursátiles en su conjunto podrían vencerse a sí mismos — una contradicción lógica ." Con respecto a la formación de cartera, Graham sugirió que los inversores utilicen un enfoque "muy simplificado" que aplique uno o dos criterios a los precios de los valores "para garantizar que el valor total esté presente". confiando en la cartera como un todo en lugar de valores individuales.

## Recepción e impacto
"Los superinversores de Graham-and-Doddsville" es un artículo de 1984 de Warren Buffett que promueve la inversión de valor, que se basó en un discurso pronunciado el 17 de mayo de 1984 en la  Universidad de Columbia School of Business en honor al 50 aniversario de la publicación de Security Analysis. Utilizando estudios de casos, el discurso y el artículo desafiaron la idea de que los mercados de valores son eficientes. Buffett mencionó a 9 inversionistas a quienes consideraba protegidos directos de Graham y Dodd, y usando sus finanzas, luego argumentó que "estos inversionistas de Graham y Doddsville han explotado con éxito las brechas entre el precio y el valor", a pesar de la ineficiencia y la naturaleza "sin sentido" del precio del mercado en general. Buffett concluyó en el artículo de 1984 que "algunos de ustedes con una mentalidad más comercial pueden preguntarse por qué estoy escribiendo este artículo. Agregar muchos conversos al enfoque de valor forzosamente reducirá los diferenciales entre el precio y valor. Solo puedo decirles que el secreto ha estado fuera durante 50 años, desde que Ben Graham y Dave Dodd escribieron "Análisis de seguridad", pero no he visto ninguna tendencia hacia la inversión en valor en los 35 años que he practicado Parece haber una característica humana perversa a la que le gusta hacer que las cosas fáciles sean difíciles. El mundo académico, en todo caso, se ha alejado de la enseñanza de la inversión en valor durante los últimos 30 años. Es probable que continúe de esa manera. navegar alrededor del mundo, pero la Sociedad de la Tierra Plana prosperará. Seguirá habiendo grandes discrepancias entre el precio y el valor en el mercado, y aquellos que lean su Graham & Dodd seguirán prosperando".
El CFA Institute en 2012 escribió que "Las raíces de la inversión en valor se remontan a la publicación de 1934 del clásico Análisis de seguridad de Benjamin Graham y David Dodd. Más tarde, Graham difundió sus puntos de vista al público en general en el libro de gran prestigio The Intelligent Investor. La influencia de la metodología de Graham es indiscutible". En 2015, The Wall Street Journal escribió que Security Analysis "se considera ampliamente como el urtexto de la inversión de valor moderna. La idea arraigada es que algunas acciones opere significativamente por debajo de un "valor intrínseco" identificado y se puede comprar con un descuento, con un margen de seguridad incorporado contra un lavado completo". En 2016, Fortune llamó al libro "sigue siendo la mejor guía de inversión" y destacó su "resistencia extraordinaria". El artículo afirma que "Graham, el autor principal, entonces un oscuro profesor y administrador de dinero, eligió la Gran Depresión como el momento para afirmar su fe en el análisis de seguridad paciente y la inversión a largo plazo. Dado que el mercado estaba en medio de un colapso de época, muy pocas personas estaban interesadas en invertir. Pero Graham tuvo el coraje de ver a través del momento". "Fortune" también argumenta que una de las razones por las que el libro siguió siendo popular es que "ofrecía un enfoque insustituible de la inversión. Las acciones debían valorarse como acciones de un negocio, comprarse y venderse sobre esa base. Nadie contemplaba la compra de una granja familiar reflexionó sobre la tendencia del mercado o el último informe de empleo; así debería ser con las acciones ordinarias".

## Ediciones nacionales
- 1.ª ed. (1934) Whittlesey House (la división comercial de McGraw-Hill) - LCCN: 34023635

La cubierta encuadernada en negro (primera impresión) fue impresa por The Maple Press Co., York, PA, para una pequeña distribución en los Estados Unidos
La cubierta encuadernada en granate (segunda impresión) se publicó ese mismo año para la venta en el extranjero, The Maple Press Co., York, PA
- 2.ª ed. (1940) McGraw-Hill - LCCN: 40013028
- 3.ª ed. (1 de enero de 1951) McGraw-Hill (última edición mientras Graham y Dodd eran profesores de Columbia) Charles Tatham, Jr., se une como colaborador en la valoración de empresas de servicios públicos - LCCN: 2005270180
- 4.ª ed. (1962) McGraw-Hill (última edición de Graham y Dodd) Charles Sidney Cottle (1910–1987) se une como coautor - LCCN: 62017368

Reimpresión 3.ª ed. (mayo de 1976) McGraw-Hill - ISBN 0-07-023957-6
- 5.ª edición. (1 de enero de 1988) McGraw-Hill (actualizado por Cottle, Murray y Block) - ISBN 0-07-013235-6

Reimpresión 1.ª ed. (1 de octubre de 1996) McGraw-Hill - ISBN 0-07-024496-0
Reimpresión 1.ª ed. (1 de febrero de 1997) McGraw-Hill - ISBN 0-07-024497-9
Reimpresión 2.ª ed. (10 de octubre de 2002) McGraw-Hill - ISBN 0-07-141228-X
Reimpresión 3.ª ed. (10 de diciembre de 2004) McGraw-Hill - ISBN 0-07-144820-9
- 6.ª ed. (4 de septiembre de 2008) McGraw-Hill (actualizado con comentarios de 10 colaboradores) - ISBN 0-07-159253-9

Edición limitada encuadernada en piel (19 de septiembre de 2008) McGraw-Hill - ISBN 0-07-162357-4